# Heinrich Blatt
Heinrich Blatt (* 13. Juli 1927 in Niederwürzbach; † 29. August 2010) war ein deutscher Politiker (CDU).

## Leben und Werdegang
Nachdem er die Volksschule besuchte, arbeitete Blatt als Vermessungsgehilfe und bei Heckel in Rohrbach. Nach dem Zweiten Weltkrieg war er Kohlenhauer in der Grube Jägersfreude, dort gehörte er auch dem Betriebsrat an. 1960 beendete er diese Tätigkeit. Nachdem er einige Jahre lang die Akademie der Arbeit besuchte, arbeitete er nunmehr hauptamtlich für christliche Gewerkschaften. Am 1. Mai 1966 trat er seinen Posten als Sekretär der Industriegewerkschaft Bergbau und Energie an, zum 1. September 1969 wechselte er auf den Posten des stellvertretenden Geschäftsführers der IG BE in Neunkirchen. Ab dem 15. Februar 1974 leitete er die Geschäftsstelle der IG BE in Saarlouis. 1980 trat er in den Ruhestand.
Blatt war verheiratet und hatte drei Kinder.

## Politik
Seine politische Tätigkeit begann Blatt 1948. Bei seiner Partei, der CDU, war er eine Zeit lang erster Vorsitzender des Sozialausschusses im Kreisverband St. Ingbert. Am 27. Juni 1965 wurde er in den Landtag des Saarlandes gewählt, dem er eine Wahlperiode lang bis 1970 angehörte.